# Sabicea desseinii
Genre
Espèce
S. desseinii est une espèce de lianes du genre Sabicea. La plante est une espèce identifiée et détectée en 1979 près de Bidjap au Sud du Cameroun. Jusqu'à présent, elle est considérée comme une plante endémique du Cameroun.
Son épithète spécifique fait référence à Steven Dessein, du Jardin botanique de Meise (Belgique).

## Description
Les feuilles unifoliées sont pubescentes et d'une forme elliptique. Elles ont des stipules ovoïdes de 5-11 x 2-6 mm. Les bractées des fleurs sont rouges, le tube du calice a une taille de 2-4 mm, la corolle est de 22-23 x 1-2 mm. Les fruits sont aussi pubescents.